# Yimboulsa
Yimboulsa est une localité située dans le département de Barsalogho de la province du Sanmatenga dans la région Centre-Nord au Burkina Faso.

## Éducation et santé
Le centre de soins le plus proche de Yimboulsa est le centre de santé et de promotion sociale (CSPS) de Barsalogho tandis que le centre hospitalier régional (CHR) se trouve à Kaya.
Yimboulsa accueille l'école primaire privée Saint-Antoine. En 2019, elle est inactive faute d'enseignants.